# Філіппінська плита
26° пн. ш. 132° сх. д. / 26° пн. ш. 132° сх. д.

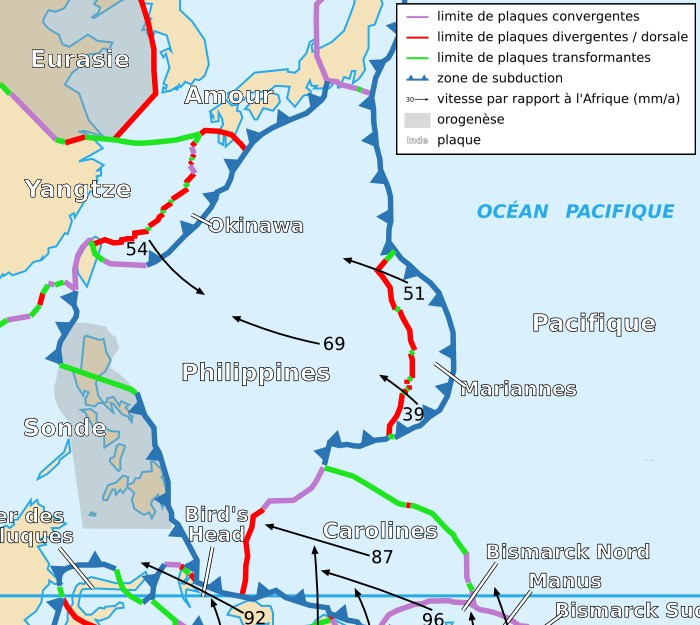
Філіппінська плита на мапі

Філіппі́нська плита́ — океанічна тектонічна плита під Тихим океаном на схід від Філіппін, зазвичай зветься як Плита Філіппінського моря, тому що більшість островів Філіппін лежить на заході цієї плити. Має площу — 0,13409 стерадіан. Як правило, в її склад включають Маріанську плиту.
Філіппінська плита — океанічна тектонічна плита під Тихим океаном на схід від Філіппін. Філіппінська плита – 11-та за розміром з 30 плит. Вона охоплює океанську літосферу, що лежить під Філіппінським морем, більшість островів Філіппін лежить на заході цієї плити.
Плита майже повністю затоплена й обмежена Філіппінами на заході, Тайванем і островами Рюкю на північному сході, Японією на півночі, Ізу-Огасавара (Бонін) і Маріанськими островами на сході. Східний край плити зайнятий Ізу-Бонін-Маріанською системою.

## Загальний опис
Філіппіни складаються з великої кількості тектонічних елементів: на півночі Лусон, що є частиною Філіппінського рухомого пояса (Філіппінська мікроплита), яка існує окремо від Сундської плити на південному заході, Південно-Китайська платформа на заході й північному заході, Тайвань на півночі, і Філіппінська плита на сході. Частина Республіки Філіппіни, Палаван з Каламіанськими островами, Сулу й півострів Замбоанга на заході Мінданао, є вершинами двох виступів Сундської плити. Вона тут має зіткнення з Філіппінським рухомим поясом.
Плита майже повністю затоплена й обмежена Філіппінським й Східно-Лусонським жолобом на заході, Тайванем і островами Рюкю на північному сході, Японією на півночі, Ізу-Огасавара (Бонін) і Маріанські острови на сході, Яп, Палау, найсхідніший індонезійський острів — Хальмахера на півдні. Східний край плити зайнятий Ізу-Бонін-Маріанською системою і обмежен Маріанською плитою.
Східна сторона Філіппінської плити має конвергентну границю з субдуцируїмою Тихоокеанською плитою. Філіппінська плита пірнає на заході під Філіппінський рухомий пояс, на півдні межує з Каролінською плитою, на півночі з Північноамериканською плитою (або Охотською плитою) і можливо з Амурською плитою.
Субдукція плити Філіппінського моря під залишки Євразійської плити створила Тайвань й Філіппінський рухомий пояс і викликала вулканічну активність на східній стороні Філіппінського рухомого поясу. Ця субдукція і вулканічна діяльність триває й сьогодні.
У найбільш північній частині плити, по дузі Ізу-Бонін-Маріана йде зіткнення з Японією і створює Зону зіткнення Ізу.
Філіппінська плита — одна з 5 невеликих плит літосфери. (Anderson, 2002). Вона унікальна серед усіх плит, які зараз існують на Землі, тому що її цілком оточують зони субдукції. Філіппінська плита ділиться на західну «приречену» і недіючу половину і східну частину, що й далі росте внаслідок направленої на захід субдукції Тихоокеанської плити. Західна половина приречена, щоб зникнути коли-небудь, тому що вона пірнає на заході і півночі під Євразійську плиту.
Півострів Ізу — найпівнічніша частина Філіппінської плити. Філіппінська плита, Євразійська плита (або Амурська плита), і Північноамериканська або Охотська плита мають зіткнення у Фудзіями утворюючи трійник.